# バイトでウィザード
『バイトでウィザード』は、椎野美由貴による日本のライトノベル。イラストは原田たけひとが担当している。角川書店（角川スニーカー文庫）より2002年11月から刊行されている。第6回角川学園小説大賞大賞受賞（受賞時のタイトルは「光の魔法使い」）。長編は文庫書き下ろしだが、短編〈研修生編〉は「ザ・スニーカー」誌で2003年2月号から2006年12月号まで連載された。
メディアミックスとして、、2004年にドラマCD化。2005年「ビーンズエース」創刊号から2006年vol.8号までコミカライズ版を連載。
2014年9月に、作者のブログサイト内で「バイトでウィザード 完結章 かがやけ未来、と魔女は笑った」が公開された。2015年1月には、1巻の内容を大幅にリメイクした「バイトでウィザード-光の魔法使い-（2015バージョン）」が作者のブログサイト内で公開された。

## あらすじ
双子の高校生の兄と妹が日本国中に埋まっている精霊の力を守るため、日夜 “魔法” 業務に勤しむ。
ハイテンションな豊花とクールな京介のコンビで活動している学生魔法使いが腕にモノを言わせて問題解決に奔走するライトノベル。

## 登場人物
キャストはドラマCD版より。

### 光流脈矯正術者
一条京介（いちじょう きょうすけ）
声 - 鈴村健一
本編の主人公の一人。一見不真面目そうに見えるが、術者としての実力はなかなかのもので数多くの術を使いこなす。豊花にこれ以上置いて行くなと言われているため、術の習得は控えている。毎回豊花に振り回されている苦労人。
性格は如何なることにもとにかく無関心で、あまり人と関わろうとはせず、暇があれば寝ているかタバコを吸っていた（長編4巻あたりから禁煙）。妹の豊花からさえ「血管に流氷が流れてる」「頭の中にはツンドラが広がっている」と言われるほど冷徹な人間だと思われがちであったが、巻が進むにつれ徐々に感情の変化を表すようになる。父親の尚曰く「どうしようもなく内向的」だが、礼子に対する想いは特別なものがあり、彼女を心配して傷だらけにもかかわらず病院を抜け出してしまうこともあった。
高校の成績の方は（正確には不明だが）かなり低いらしい。
容姿は双子の妹・豊花に瓜二つ（と作中では描写されている）らしいが、イラストはどう見ても別人顔（顔というよりも、表情のせいかもしれない）。
現在の光流脈矯正術者の中で、何も処置しないで古代呪文を使うことができる唯一の人物（使える者は他にもいたようだが、まともに使えるのは京介ただ一人）。その所為で、組織内、組織外両方から狙われている。
毎度、重症となるため、無効治癒体質が進み、最終巻にて最終の七段階になってしまうが、完結章にて全治した。
「バイトでウィザード後日編」によると、成人後に一女をもうけ（娘の名前は「水（すい）」）、京介は術者として働き続けている。
誕生日は4月6日。名前の由来は、金田一京助。
一条豊花（いちじょう ゆたか）
声 - 川上とも子
本編の主人公の一人。性格は京介とは正反対で何かと首を突っ込みたがり、わがまま。この世の全ては自分中心に回っているとさえ思っている。いかなる失敗も失敗とは認めずポジティブに考える。父親の尚曰く「どうしようもなく外向的」。
友情には厚く友のためならばかなりの無茶もしでかす。京介を奴隷のように扱うことが出来る数少ない人物の一人で、毎回無理を言って京介を引っ張りまわす（ただ、長編7巻辺りから京介に無理をさせていることを自覚し始めて、最初の頃よりは無理をさせようとはしなくなった）。
高校の成績は京介と同じで（正確には不明だが）かなり悪いらしい。術者としての実力も乏しく、まともに使えるのが、杖から光弾を撃ち出す術（ただし連続発射は3発まで。因みに、京介は100発近く連射でき、遠峰は1000発連射する場面がある）と10秒間のみ発生させられる簡易結界のみ（他にも使えるものはあるようだが、失敗することも多い）。
自他ともに認める学年一の美少女であるが、モテている描写が殆どない（※文庫1巻では豊花の嘘泣きにクラクラする男子生徒たちや、文庫3巻では、虹原高校の学食内で上級生の男子生徒が「一条豊花って、いいよなあ」と言った直後に大食いをしている豊花本人を見てドン引きする、というシーンがある）。
完結章では、術具を作るために自分の長い髪を切り、京介によりそっくりになった。
「バイトでウィザード後日編」によると、成人後に一男をもうけた（息子の名前は「晶（しょう）」）。名前の由来は、武豊。

#### 光流脈統轄管理本局（本家）
遠峰秋一（とおみね しゅういち）
光流脈統轄管理本局（本家）の現家長。一見のほほんとしていて愛想の良い青年に見えるが、目的のためには手段を選ばず、利用できるものは全て利用するという冷徹な面も持っている。京介と豊花を「自分の手駒」と呼んでいる。
矯正術者から家長になるという、異例の出世を遂げている。光流脈矯正術者が黒いマントを着用しなくてはならないという妙な掟を作ったりと、子供染みた人格。
実は妻帯者（完結章で、妻は後述の樋名谷瑠々であると、明らかにされた）で、小精霊を一匹飼っている（「家で暴れまわっています」と語っている）。
光弾を一度に1000発撃つなど、その実力はかなり高いと思われる（本人曰く、家長になってからは訓練する時間がないために以前よりは落ちた）。
エリートコースを進まずに矯正術者になったのは、過去に矯正術者がいい加減な見回りをし、適切な処置をしなかったために妹とその友達の女子を通り魔に殺害されたから（きちんとした術者になり、このような悲劇を起こすまいと考えたため）である。
親友であった矯正術者を「術者殺し」事件で亡くし、毎年彼の墓参りは欠かさない。名前の由来は、遠峯ありさ。
石田栄治（いしだ えいじ）
本家の現副家長。身長2m体重140kgを超える大男で、常に灰色のスーツ姿なこともあり、あだ名は「壁」。
エリートコースの出自であるためか性格も一貫して冷徹。京介たち矯正術者を常に見下し、家長を嫌ってその座を狙っている。
私立女子校に通う一人娘がいる。
深廉寺華奈（しんれんじ かな）
本家にある術研究部・分室の室長を勤め、更に本家の最高位・光主（こうぬし）の長女。
研究部・分室を私欲で使い、「合わせ魂の石」と呼ばれる術具を使用して火を吐く黒獅子を具現化させたり、それを応用して数年前に亡くなった妹を一時的に復活させたり（「荊の死神」事件）。した。それらの目的は、父である光主を倒し本家を潰すためだった。
そのために古代術を使える京介を洗脳して操ったが、光主を倒すことは出来なかった。しかし京介が最終的に光主を倒したため、結果的に彼女の目的は達成されたといえる。京介に古代術に関する資料を渡した後、記憶の大半を抹消され、「灯台」に幽閉されている。
イラつくと近くにあるものをメスで傷つける癖がある。
一条尚（いちじょう ひさし）
京介と豊花の父親。本家の治癒総合部所属の医務室に勤めている。
パチンコなどの博打が大好きで、よく仕事を抜け出しては油を売っている。京介達が言うには「一年のうち医者なのは三日間だけ」とのこと。しかし、ギャンブル好きというだけで決して勝負運が強いわけではなく、むしろ弱い。
一見子供なんてどうでもいいと言う無責任な態度をとっているが、なんだかんだで京介や豊花を心配している一面も多く、他人に対してもそれなりに気を使っている部分もある。その性格からか、よく妻に逃げられており、その度に口喧嘩で口答えしては後悔している。また、彼自身は「くしゃみ一発でガン細胞を吐き出せる」と評されるほどの健康体。名前の由来は、作家の野沢尚。
ジェニファー
声 -ゆかな
アメリカ支局に勤務する女性矯正術者。金髪。豊花の友人。日本語は片言だが、術者としての実力は確か。名前の由来は、ジェニファー・ロペス。
福原憲也 （ふくはら けんや）
声 - 高瀬右光
京介たちの従兄弟で、虹原高校3年生。京介たちの担当区域を前任していた矯正術者。
光主（こうぬし）
本家の最高位。深廉寺華奈の父親。
光主一族直系のみに遺伝する「術者病」によって肉体のほとんどが消滅しているが、古代術を用いて製作された透明な箱のなかで生き続けている。古代術（およびそれを使う術者の生命）によって失われた肉体を再構成しようとした。

### 虹原高校
長谷常彦（はせ つねひこ）
声 - 飛田展男
虹原高校3年生。風紀委員長。分厚い銀縁眼鏡に猫背。
2巻で虹原高校を武力制圧したさい、京介を殺しかけたにもかかわらず高笑いしていた。その後、京介の言葉を都合よく解釈し、自称「京介の親友」を名乗るようになる。名前の由来は、俳優の渡瀬恒彦。
人望が無いらしく、2巻にて武力で味方を増やすも、豊花が決起すると、あっさりと裏切られた。
卒業後は教師になり、虹原高校に就任した。
塩原友子（しおばら ともこ）
声 - 新谷良子
虹原高校1年生。京介の同級生で風紀委員。眼鏡に三つ編み。膝丈のスカートと白の三つ折ソックス。
長谷と同じく卒業後は教師になり、虹原高校に就任した。名前の由来は、那須塩原温泉から。
倉田君香（くらた きみか）
声 - 伊藤美紀
虹原高校3年生。風紀委員副委員長。ロングヘアの美人。
飯塚亜矢（いいづか あや）
虹原高校1年生。陸上部員。音無浩一の中学時代の同級生。

### 拝呪能力者
具幻屋（ぐげんや）
「術者殺し」事件の犯人。つばの広い黒い帽子（挿絵ではニットキャップ）に裾の長い黒い上着を着た、長身で痩せ型の男。左側頭部に粘土を握り潰したような傷跡がある。
客の脳内を探り、客が望む通りの仮想世界を客の周囲に展開する。客はその仮想世界の中で衰弱していきやがて死亡するが、具幻屋は流出した客の生命を自分のものとして生き永らえる。
客を死に至らしめるが、被害者である客が幸福感に包まれつつ死亡するため、周囲の光脈流に澱みが発生しない。そのせいで矯正術者からは探知されにくかった。
笠岡理保（かさおか りほ）
臨転力（りんてんりょく）の持ち主。自分および他人の傷や病を一瞬で治し、また逆にどんな小さな傷や病気でも一瞬に進行させて死に至らしめることができる。

### 久画均精
泉見なつき（いずみ なつき）
団体幹部の最高位。古代術の使い手である京介の殺害を企てた張本人である。
「泉見」姓は久画均精の創設者から来ており、彼女の正体は、通り魔に殺されかけた遠峰秋一の妹である。
砂島礼子（すなじま れいこ）
声 - 松久保いほ
京介の元恋人であり、豊花の親友。中学二年生の頃北海道から虹原市に引越して来た。入学初日に豊花と友達になる。学校の帰り道にぜんそくの発作を起こして苦しんでいたところを京介に助けられ、それをきっかけに強く惹かれあうようになる。
二年前までは京介たちと同じ虹原東中学校に通っていたが、北海道を旅行中に事故に遭遇。瀕死の状態で久画均精による勧誘を受け構成員となる。構成員として与えられた呼称は403000028。
昔は外交的で誰とでも分け隔てなく人と接することができる優しい性格だったが、構成員となった後は顔色ひとつ変えずに人を殺すことができる冷徹な一面を持つようになる。
京介たちと再会した当初、京介のことを殺害対象と呼んだり、豊花に「もうあなたなんか友達でもなんでもない」と冷たい言葉を投げかけたり、任務を成功させるために「牢」（構成員を再教育・再構成する施設）に自ら入ったりするなど非情な性格を漂わせていたが、本当は久画均精を内側から潰すためにやっていたことであった。その証拠に白骨化させられたかつての友人に京介のことを「世界で一番生きていて欲しい人」と打ち明けていた。
色白の肌をしており、顔やスタイルなどは負けず嫌いの塩原までもが（塩原は礼子のことを幽霊だと思っていた）「あんなにリアルであんなに綺麗であんなにスタイルまでよかったら、私の勝ち目なんか三つ編みが長いくらいしかないじゃないですか」とこぼしていた。
京介の吸っていたタバコの銘柄は彼女がすすめたものである。
泉見順也（いずみ じゅんや）
構成員。くせ毛に切れ長の目、そばかす、小柄な体格。電話帳のように分厚い紙束を常に携帯する。
クラスメイトからの壮絶ないじめ（全身に粘着テープを巻かれて池に放り込まれた）で死にかけたところをスカウトされる。専門は、構成員の持ち得る能力の考究。
人間の記憶や感情の一部（特に悩み）に自分の命令を一時的に上書きし、悩みが消えたような錯覚を与え、対象者が意識することなくその行動を操る。
苗字の「泉見」は本名ではなく、最高位の泉見なつきから取ったもの。
音無浩一（おとなし こういち）
頭も性格も良く、優しい少年だったが、中学時代のスキー合宿中に遭難、凍死しかけたところを構成員としてスカウトされる。構成員として与えられた呼称は403000029。

### 長編・その他
勝田さん（かつた）
ミソタラシ教の神官。公園のジャングルジムにシートをかけてしつらえた家に住むホームレス風の中年男性。日本の四季を楽しむために、毎年春と秋には日本へ帰ってくる。
横田（よこた））
虹西通りで「リーダー」と呼ばれる男。京介の中学時代の同級生。虹原東中学のネーム入りジャージの上下に下駄。全身が直方体で出来たような、まるでモアイ像のような容姿をしている。虹西通り一帯のアンダーグラウンドを仕切っている。

### 短編・研修生編
樋名谷瑠々（ひなたに るる）
声 - 川澄綾子
豊花と京介が研修生時代の同期。成績トップの優等生。控えめな立ち振る舞いとおっとりした話し方をするが、実はかなりアナーキーでバイオレンスな性格の持ち主。
豊花曰く、「手段のためなら目的を選ばない」。完結章では、遠峰秋一の妻となっている。
「バイトでウィザード　後日編」では、家長の座に就いている。
白玉一号（しらたまいちごう）
声 - 釘宮理恵
風属性の小精霊（特殊能力を2つ以下しか持たない精霊）。バレーボールほどの白い球形の体に短い手足と小さな羽根をもつ。高速で体当たりすれば人を骨折させる程度の力がある。「聖なるポンゲラバーム」を名乗ったこともある。
宇津木教官（うつぎ きょうかん）
研修課の教官。初老の男性で、白髪と髭が紳士的だが、怪しい術薬が大好きな危険人物。危険な行動を研修課から問題視され、教官免許を剥奪されて研修生に戻った。
「バイトでウィザード　後日編」では、街で術薬喫茶を開いている。
蹄場隼人（ひづめば はやと）
京介と豊花の家庭教師。実はペパシュボリ王国の王位継承者で、日本を乗っ取るために手始めに虹原市へ来た。京介たちを子分にしようとするが失敗。一条家の押し入れでたまに寝ている。
辞書三号（じしょさんごう）
蹄場隼人が飼っている小精霊。金色のダックスフントのような外見をしている。ペパシュボリ人である蹄場に日本語を教えた。好物はビーフジャーキー。
強盗（ごうとう）
京介たちが課題で訪れたコンビニエンスストアで強盗をしようとしていた男性。着けていた目出し帽が白地に目の周囲に黒い縁取り模様だったことから、豊花に「パンダのおにいさん」と呼ばれる。
徳永（とくなが）
本家の職員。清掃業をしている。白玉一号を飼っていた。
尼僧（にそう）
声 - 佐久間レイ
虹原ポンゲラバーム教会に勤めている尼僧。信仰深いが思いこみの激しい性格。京介たちを「呪術使い」と呼んだ。
新婦・哲子（しんぷてつこ）
声 - 山口眞弓
虹原ポンゲラバーム教会で結婚式を挙げていた花嫁。元・虹原中央学園バレーボール部のエース。
田中太郎（たなかたろう）
自称・世界一の霊媒師。京介たちと虹原渓谷で出会った。
三浦正志（みうらただし）
虹原中央学園付属小学校2年1組の児童。父親は虹原デパートの経営者。お小遣いをたくさんもらっている。
ニジデパ君（にじでぱくん）
虹原デパートのイメージキャラクター。小さな熊のぬいぐるみだが、中身にはアルバイト中の白玉一号が入っていた。
嶋村（しまむら）
京介たちと同期の研修生。明朗で陽気な性格。夏期合宿中に宇津木の陰謀で、京介たちとともに迷惑をこうむった。
伊東（いとう）
宇津木の助手をしていた女性だが、実は教官監査課職員。
本間一族（ほんまいちぞく）
虹原市では有名な資産家一家。一彦（かずひこ）、次彦（つぐひこ）、三彦（みつひこ）、留子（とめこ）の四人兄妹。一彦の盛大な誕生日パーティを行っている最中に、澱みが発生した。
本間十三郎（ほんまじゅうざぶろう）
本間一族の先祖で、戦国時代を駆け抜けた伝説の人物。下剋上が大好きで、子孫たちにアドバイスに現れた。
女将（おかみ）
温泉旅館「虹原館」の経営者。仲居軍団をしたがえて客を攻撃したり、温泉饅頭に爆弾をしかける危険人物。
支配人（しはいにん）
温泉旅館「虹湯閣」の経営者。虹原館と争っている。
若い矯正術者（わかいきょうせいじゅつしゃ）
京介たちの幼稚園生時代に、澱みの浄化で虹原ひまわり幼稚園にやって来た術者。事件解決後、京介に「君が大きくなったらまた一緒に仕事ができるといいね」と言い残す。口調は遠峰秋一にやや似ている。
うさぴょん
虹原ひまわり幼稚園で飼われていたウサギ。豊花曰く「5キロを超えたフレミッシュジャイアント種だから、とても肉用に向いている」らしい。若い矯正術者の高等術により、人間言語が喋れるようになったが、口調は生意気。京介のことを「ハト組のガキ」と呼ぶ。
星屑すもも（ほしくずすもも）
スーパーアイドルで、虹原市出身の17歳女子。虹原樹海でプロモーションビデオの撮影をしていた。清純派アイドルとして売り出しているが、実は元暴走族。
女子生徒（じょしせいと）
京介たちと同期の研修生。名前は不明。ノートパソコン型の術具を持っており、研修生たちを消してしまう。
加藤（かとう）
研修生課の教官。四十代独身で、親は地主でお金持ち。京介たちにいろいろ奢ってくれると言うが、条件付き。
黒川兄弟（くろかわきょうだい）
研修生課の運動会に乱入してきた五人の男性。黒いジャージの上下と黒いハチマキを着用し、「黒組」を名乗る。
舞子（まいこ）
京介たちが夏休みに迷いこんだ、不思議な村の少女。玲洗樹の枝を持っている。
茸栽培職人（きのこさいばいしょくにん）
虹原山の奥で、山小屋に一人で住んでいる男性。「幻の茸」を栽培している。
小林（こばやし）
研修課の教官。病気のため、自宅療養中。
小林茜（こばやしあかね）
小林教官の娘で、矯正術者。
干支九号（えときゅうごう）
小精霊の一種。サルに似た外見をしている。他の十一匹の小精霊とともに「チーム・ザ・干支」というグループを結成している。
保育士術者（ほいくしじゅつしゃ）
研修課付属の託児所で働いている、筋骨隆々の男性。赤ん坊が大好き。
託児所の所長（たくじしょのしょちょう）
研修課付属の託児所責任者。保育士術者の父親でもある。こちらもやはり赤ん坊が大好きで、京介たちに「年齢逆行」という術を使おうとした。
美女一号（びじょいちごう）
術研究部が開発した小精霊（の試作品）。追跡術を行うことができる。外見は若い美女の設定だったが、消費期限が切れてから出現したため、老女の姿になっていた。
草刈（くさかり）
一条尚の学生時代のライバル。本家の幹部となり、本家の支部がある遠い街へ引っ越していた。尚の妻・美砂緒（みさお）に横恋慕している。
丸山彩子（まるやまあやこ）
京介たちと同期の研修生。おかっぱ髪のおとなしい少女。
大野（おおの）
虹原東中学二年の女子生徒。天文部所属。
品川由理（しながわゆり）
虹原市のアパートに住んでいる幼い女の子。サンタクロースの存在を執拗に信じこんでいる。
カラス
虹原市の森に住むカラスで、光り物が好き。中学時代の砂島礼子のピアスを盗んだ。京介が使った高等術で人間言語を喋るようになったが、口調はPTAの役員や補導員的な感じ。

## 用語集
光流脈（こうりゅうみゃく）
世界中の大地の至る所に張り巡らされている「光の流れ」。
昔、光儀大神（こうぎたいしん）という万能の精霊の力を借りて奇跡を起こす巫女がいた。その巫女は光儀大神の力によって周辺の地を治めており、その地は平和となったが、しばらくして他国が攻め入って戦が起こり、騒動のさなか光儀大神の体は粉砕されてしまう。
戦の収まった後、巫女はこれを嘆いて光儀大神の体の破片を地面に埋めた。すると、その地面が光を発し始め、その周りの人間に幸せを与えた。光儀大神は死してなお人間に利益をもたらしたのである。
後の研究で、光流脈はその範囲を拡大することができるようになり、またそこから力を引き出して不思議な現象を起こすことができるようになった。これが後述する「矯正術」である。
人間の心から発する「澱み」に非常に敏感であり、「澱み」にあてられるとその機能を著しく低下させてしまう。
矯正術（きょうせいじゅつ）
光流脈を利用して発生させる不思議な現象の総称。
術を発動させる呪文の頭には「流れよ、大地を走る輝く女神」と言い、その後、術の範囲、対象、発動時間、発動方向、発動する術の内容などを唱える。使うたびに精神力を消耗し、ひどい場合には気絶してしまう。消耗する精神力の量は術の種類、使用する個人によって差があり、一般に強力な術ほど精神力を大きく消耗する。
方角には十二支が使われている。
古代術（こだいじゅつ）
矯正術のうち、その威力の大きさ、危険性から使用が本家によって禁止されているもの。一撃で街一つをほぼ全壊、または修復したり、四肢の砕けた人間を蘇生できるなど、その威力は計り知れない。
実行するには専用の術具（黒い玲洗樹の枝）が必要で、こちらも本家によって管理されている。
通常の矯正術と違い、消耗するのは「潜在精神力」と呼ばれるものであり、通常の生活、矯正術では使用されないものである。潜在精神力の保有量は個人差が激しく、稀にだが全くのゼロ、という術者もいる（豊花など）。古代術が使用できるほどの潜在精神力の持ち主は数えるほどしかおらず、京介もまたその内の一人である。
術者（じゅつしゃ）
光儀大神を崇拝していた巫女一族の子孫で、光流脈の維持と発展に尽くしている。
術者は、光流脈に生じた澱みを浄化することが主任務の「矯正術者」（京介や豊花）、未だに光流脈の届かないところにまで光流脈を拡張することが主任務の「上級術者」（石田を始めとする本家上層部など）、研究員・事務員などの「本家職員」（深廉寺華奈など）から成る。
矯正術者は他に比べて非常に収入が悪く、また上級術者ともなれば仕事量が大幅に増える。その格差感は藤田などが「間を取って本家職員になった」と言うほどである。
玲洗樹の枝（れいせんじゅのえだ）
身長ほどの長さの木製の杖。玲洗樹という樹木から作られた、矯正術師の必須携帯術具。
古代術の行使には、黒い玲洗樹の枝が必要である。
光流脈統轄管理本局（本家）
虹原駅東口にあるドーナツショップとレンタルビデオ店に挟まれた7階建てのコンクリート製ビル。
1階には術者用食堂や術者センター（連絡用掲示板が設置された談話室のようなもの）があり、7階は丸ごと家長室となっている。
「灯台」（とうだい）
隣町にある岬の突端に建つ本家の特殊施設。白い円筒形の20階建て。術者の能力と記憶を封印・削除する設備を持ち、そういった処置によって後遺症を発し、日常生活が送れなくなった元術者を収容する施設。
無効治癒体質（むこうちゆたいしつ）
治癒術による大規模な治療を繰り返し受けることで体内に抵抗性が生まれ、傷が治りにくくなる症状。進行段階は7つに分けられ、段階が進むほど肉体の滅亡に近づく。第六段階での平均余命は3年。最終の第七段階に至れば治癒術や薬はもちろん、免疫や自己回復力も効果を示さなくなる。
拝呪能力（はいじゅのうりょく）
万能の精霊である光儀大神の力（光流脈）を借りず、自らの生命力や精神力を消費することで発動する特殊能力。
久画均精（くかくきんせい）
術者殲滅を狙う団体。構成員は黒または白のコートを着用し、鉄パイプに似た術具（武器として用いる。鉄パイプより軽く、硬度や切れ味は使用する者の意思に従って変化する）を携行する。

## 他作品との関連
- 椎野美由貴の過去のブログで記述によると長谷常彦と『螺旋のプリンセス』の荒星王子は遠い親戚であり、長谷にはごくわずかながら天箱園人の血が流れている。
- 文庫1巻の挿絵の中で、長谷常彦が持っている美少女フィギュア（校則違反者から没収したもの）は、『魔界戦記ディスガイア』の堕天使フロン[27]。
- 作者のブログ内では、『螺旋のプリンセス』とのクロスオーバー短編小説『バイトで螺旋のウィザードとプリンセス』が公開されている[28]。

## バイトでウィザード-光の魔法使い-（2015バージョン）の特色
既刊の文庫版との主な違いは、下記の通り）。
- シーンやセリフの大幅な変更。
- 京介はタバコを吸っていない。また、黒マントの着用を嫌がるシーンはない。
- 風紀委員の長谷常彦が、双子の兄弟になっている（弟の名前は「識彦」）。
- 風紀委員の塩原友子、虹原高校の3年生の倉田君香と福原憲也、術者のジェニファーは、出番がすべてカット。
- 勝田の職業が「船乗り」に変更。
- 新規キャラクターの倉下朋菜が登場。
- 砂島礼子は、この時点で船に乗っている。

## 既刊一覧

### 小説（長編）
- 椎野美由貴（著）・原田たけひと（イラスト） 『バイトでウィザード』 角川書店〈角川スニーカー文庫〉、既刊10巻（2006年5月31日現在）
  1. 「流れよ光、と魔女は言った」2002年11月30日発売[30]、ISBN 4-04-428701-5
  2. 「滅びよ魂、と獅子はほえた」2003年3月1日発売[31]、ISBN 4-04-428702-3
  3. 「蘇れ骸、と巫女は叫んだ」2003年7月31日発売[32]、ISBN 4-04-428703-1
  4. 「滅せよこの想い、と彼女は哭いた」2003年12月27日発売[33]、ISBN 4-04-428705-8
  5. 「彷徨えわが現身、と亡者はうめいた」2004年3月31日発売[34]、ISBN 4-04-428706-6
  6. 「とどけよこの憎しみ、と少年は涙した」2004年10月30日発売[35]、ISBN 4-04-428708-2
  7. 「したがえわが宿命に、と少女は呟いた」2005年2月26日発売[36]、ISBN 4-04-428709-0
  8. 「響けよわが祈り、と少女は笑った」2005年8月31日発売[37]、ISBN 4-04-428711-2
  9. 「沈めよ恋心、と雨は舞い降りた」2005年12月28日発売[38]、ISBN 4-04-428712-0
  10. 「唱えよ安らぎの歌、と星は輝いた」2006年5月31日発売[39]、ISBN 4-04-428713-9

### 小説（短編）
- 椎野美由貴（著）・原田たけひと（イラスト） 『バイトでウィザード』 角川書店〈角川スニーカー文庫〉、既刊4巻（2006年6月30日現在）
  1. 「魔法使いで一攫千金!」2003年10月31日発売[40]、ISBN 4-04-428704-X
  2. 「術者の目覚めはうさぎのダンス!?」2004年7月31日発売[41]、ISBN 4-04-428707-4
  3. 「黄泉路へつらなる万国旗!」2005年5月31日発売[42]、ISBN 4-04-428710-4
  4. 「双子の飼育も銀玉次第!」2006年6月30日発売[43]、ISBN 4-04-428714-7

### 漫画
- 椎野美由貴（原作）・原田たけひと（キャラクター原案）・佐伯淳一（作画） 『バイトでウィザード』 角川書店〈角川コミックス・エース〉、全2巻
  1. 「轟け我が魂よ、と異端者たちは嘆いた」2006年6月20日発売[44]、ISBN 4-04-713834-7
  2. 「そして唄おう愁嘆の唄を、と復讐者は誓った」2007年7月24日発売[45]、ISBN 978-4-04-713945-9

## 他言語版
中国語
『打工魔法師』 2006年より台湾角川書店が刊行した。

## ドラマCD
- 『バイトでウィザード』（ムービック）　2004年06月26日発売

　長編1巻をドラマCD化。脚本は與口奈津江。ジャケットイラストは原田たけひとの書き下ろし。初回特典として、書き下ろし短編小説「入学おめでとう、とやつらが言った」を封入している。
- 『バイトでウィザード 術のききめはウェディングベル!』（ザ・スニーカー応募者限定販売）　2004年07月発売

　同名の短編小説をドラマCD化。脚本は與口奈津江。他に、長編版と短編版のメインキャストによる音声コメント、及びテーマ曲、Web用CM（音声のみ。出演は鈴村健一と川上とも子）を同時収録している。